# Spilosoma deroseata
Spilosoma deroseata là một loài bướm đêm thuộc phân họ Arctiinae, họ Erebidae.